# Martin A. Foran

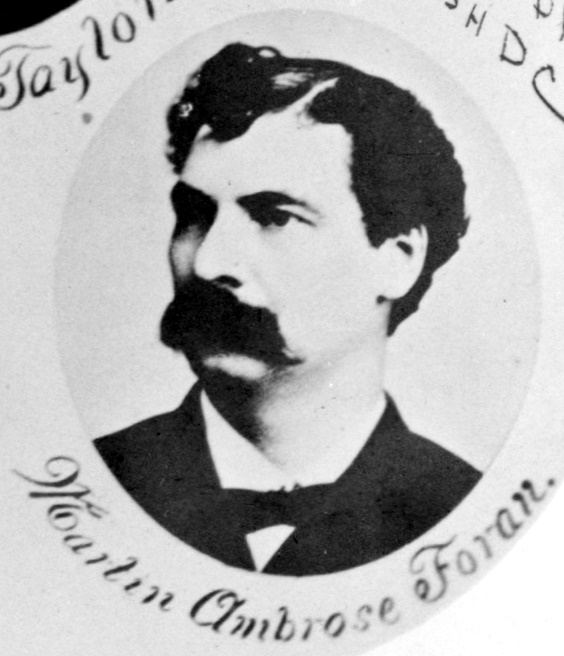
Martin A. Foran

Martin Ambrose Foran (* 11. November 1844 in Choconut Township, Susquehanna County, Pennsylvania; † 28. Juni 1921 in Cleveland, Ohio) war ein US-amerikanischer Politiker der Demokratischen Partei. Von 1883 bis 1889 war er Mitglied des Repräsentantenhauses der Vereinigten Staaten für den 21. Kongressdistrikt des Bundesstaates Ohio.

## Leben
Geboren wurde Martin A. Foran in Choconut Township in Pennsylvania. Dort besuchte er die öffentlichen Schulen und das St. Joseph’s College. Dort wurde er 3 Jahre beschult. Nach seinem Schulbesuch absolvierte er einen 2-jährigen Auslandsaufenthalt in Irland. Er studierte Jura und wurde 1874 als Rechtsanwalt zugelassen. Er eröffnete eine Anwaltskanzlei in Cleveland. Von 1875 bis 1877 war er Staatsanwalt von Cleveland.
1882 wurde er als Kandidat der Demokratischen Partei ins US-Repräsentantenhaus gewählt. Dort diente er als Vertreter des 21. Distrikts von Ohio bis 1889. Er ging wieder zurück nach Cleveland, um seine Tätigkeit als Anwalt wieder aufnehmen zu können. Von Januar 1911 bis zu seinem Tod 1921 in Cleveland diente er als Richter am Court of common pleas. Er wurde auf dem Lake View Cemetery in Cleveland beigesetzt.